# Stettenhof (Gemeinde Fels am Wagram)
Stettenhof ist eine Ortschaft und eine Katastralgemeinde der Marktgemeinde Fels am Wagram im Bezirk Tulln in Niederösterreich. Die Ortschaft hat 181 Einwohner (Stand 1. Jänner 2024).

## Geografie
Das kleine Dorf befindet sich im Norden des Gemeindegebietes oberhalb des Hengstberges (371 m ü. A.), wo der Ort an den Bezirk Hollabrunn grenzt. Unweit des Ortes führt die Landesstraße L43 vorüber, von der die L113 in den Ort abzweigt. Im Süden ist Stettenhof von zahlreichen Weingärten umgeben, auf denen überwiegend Grüner Veltliner ausgebaut wird.

## Geschichte
Die Ansiedlung geht auf Gabriel Josef von Stettner zurück, der 1753 in den Ritterstand erhoben wurde und als Inhaber von Schloss Thürnthal und Herrschaft Thürnthal im Jahr 1764 die hier verödeten Orte Dietrichstock (auch Rothdirdrichstock oder Wendig genannt), Eisenhartsdorff (auch Klein Venedig genannt) und Oedenbrunn erwarb und den Gutshof Stettnerhof errichtete. In der Folge ließen sich hier die Familien der Gutsarbeiter nieder und übertrugen den Namen des Gutshofs auf den Ort. Laut Adressbuch von Österreich waren im Jahr 1938 in Stettenhof mehrere Landwirte mit Ab-Hof-Verkauf ansässig.

## Persönlichkeiten
- Ingo Nussbaumer (* 1956), Künstler und Kunsttheoretiker, lebt im Ort